# Waterschei
Waterschei est une partie de la commune de Genk dans la Province de Limbourg en Belgique. Le lieu est principalement connu pour son passé minier et son club de football, familièrement connu sous l'appellation de THOR Waterschei. C'est sur le site de l'ancien stade de ce club qu'est érigée l'actuelle Cristal Arena du K. RC Genk.

## Étymologie
Waterschei a longtemps été orthographié Waterscheyde. L'origine, du néerlandais, est water-scheiding, littéralement, « l'endroit où l'eau est séparée ». Les eaux des différents ruissellements, écoulements et/ou ruisseaux se séparent soit vers l'Est et la vallée de la Meuse, soit vers l'Ouest pour rejoindre l'Escaut, via les différents affluents de la Nethe.

## Histoire
À partir du Moyen Âge, Waterschei fut un des six hameaux qui donnèrent l'actuelle ville de Genk. Celle-ci resta d'ailleurs longtemps anonyme et peu développée par rapport aux autres hameaux et n'acquit le statut de ville que dans années 1930.
Durant le XVe siècle, chaque hameau, donc y compris Waterschei, eut son propre Bourgmestre et sa propre levée d'impôts. Toutefois, Waterschei resta un territoire relativement pauvre, rural et composée de prés. Au XVIe siècle, une fortification entoura le hameau en guise de protection contre les troupes étrangères.
À partir de la fin du Moyen Âge, Waterschei devint un territoire féodal, possession de la Principauté de Liège, enclavé dans les terres du vieux domaine de Loonse Genk. À côté de Waterschei se trouvait aussi « Nudorp », qui est mentionné pour la première fois dans un acte de prêt daté du XIVe siècle. Un vassal de Nudorp est mentionné dans une document de 1371, rédigé à Liège, à la demande de l'écuyer Libert (ou Librecht) Butoir III de Horion, petit-fils de Libert Butoir I et arrière-petit-fils de Jehan, Seigneur de Pas-Saint-Martin. Sur ce domaine « libre » fut construite une « motte » et une tour, dont les ruines encore visibles. En raison de l'absence de succession légitime, Waterschei et Nudorp furent vendus en 1514 par Henrick Librechts de Kuringen à Jean II d'Autel (Elter), seigneur de Vogelsanck (Zolder). Jusqu'à la Révolution française, Waterschei et Nudorp restèrent la propriété des Vogelsanck, la famille Villenfagne de Vogelsanck.
Waterschei resta cependant un paysage marécageux, peu peuplé et ce quasi uniquement d'agriculteurs pauvres. Avec la découverte de charbon, en 1901, par l'ingénieur et professeur d'université André Dumont, Waterschei connut alors un changement radical.

## Passé minier
Waterschei fut un des sept centres miniers du bassin charbonnier campinois. En 1909, André Dumont, qui avait déjà découvert des gisements de charbon à Winterslag, entama les premiers forages à Waterschei. Ces travaux étaient particulièrement difficiles et dangereux en raison du caractère marécageux du sol. Ce n'est qu'en 1921 que la première veine exploitable est atteinte à une profondeur de 658 mètres. La production de charbon débuta en 1924.
Les prairies avoisinantes furent des endroits idéaux pour la construction des habitations du personnel des charbonnages. Des cités-jardins virent ainsi le jour. Leur construction fut interrompue par la Première Guerre mondiale, mais elle reprit en 1925. Comme à Winterslag, ces cités furent construites selon le modèle britannique. 
Directement après la Seconde Guerre mondiale, une autre cité-jardin fut construite, essentiellement pour héberger les ouvriers issus de l'immigration. 
À partir des années 1960, l'exploitation des charbonnages commença à fortement décliner. La mine de Waterschei ferma ses portes en septembre 1987.
Les anciens terrains des charbonnages furent transformés afin de devenir des parcs industriels. Le charbonnage de Waterschei fut classé monument historique en 1993 et restauré.

## Paroisse

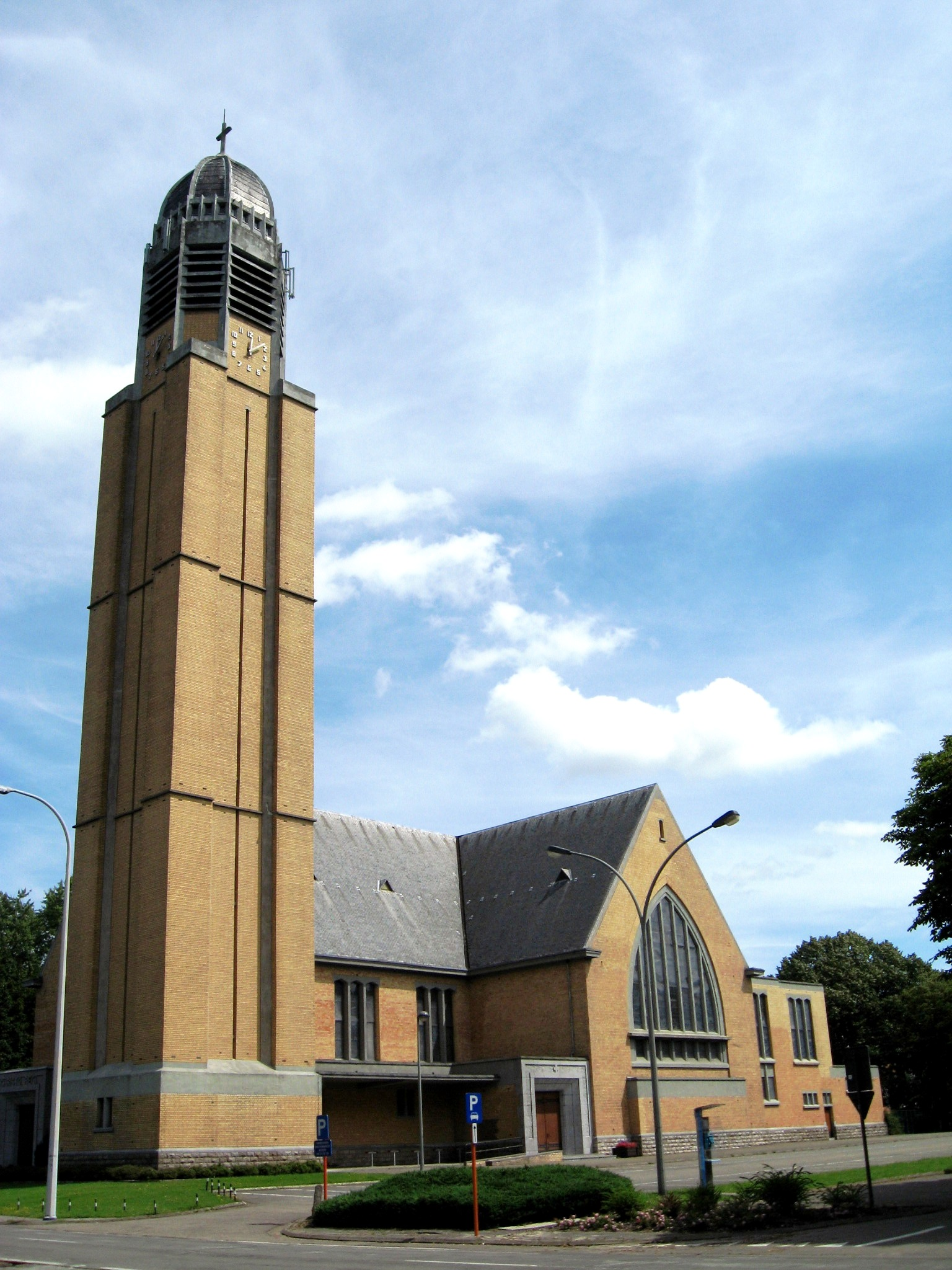
Église du Christ-Roi de Waterschei

L'église du Christ-Roi fut construite entre 1934 et 1936 par Gaston Voutquenne. Assez monumentale, elle reçut le surnom de « Cathédrale de la Mine ». Les autres lieux de cultes du Limbourg (Beringen, Eisden, Winterslag, Zwartberg,…) furent aussi surnommés ainsi. L'église de Waterschei est un monument classé depuis 2002.

## Sport
Outre son passé minier, Waterschei tire sa renommée de son club de football, fondé par des mineurs et d'autres salariés des charbonnages. L'appellation de ce club évolua quelque peu au fil du temps, il est légendairement connu sous le nom de Waterschei THOR. Les quatre lettres « THOR » n'étaient pas anodines. Elles étaient l'abréviation des mots néerlandais Tot Herstel Onze Rechten, littéralement Jusqu'au rétablissement de nos droits. C'était un message de contestation clair à l'égard du patronat des charbonnages et de la bourgeoise qui s'était développée autour de cette nouvelle industrie. Ceux-ci étaient francophones pour ne pas dire « francophiles », à l'instar d'une grande part de l'élite flamande dans les trente premières années du XXe siècle. Le choix des couleurs du « THOR » n'étaient pas non plus dues au hasard: Jaune & Noir, soit celles de la Flandre.
THOR Waterschei joua sous ce nom pendant 15 saisons en Division 1 belge et remporta deux fois la Coupe de Belgique en trois finales disputées.
Alors que les charbonnages limbourgeois fermaient définitivement leurs portes, THOR Waterschei opta pour la fusion afin de survivre. Le club s'unit, en 1988, avec son rival et voisin du « K. FC  Winterslag » pour former l'actuel K. RC Genk. Sur le site de l'ancien « stade André Dumont » de Waterschei fut aménagée la très belle Cristal Arena.

## Tourisme

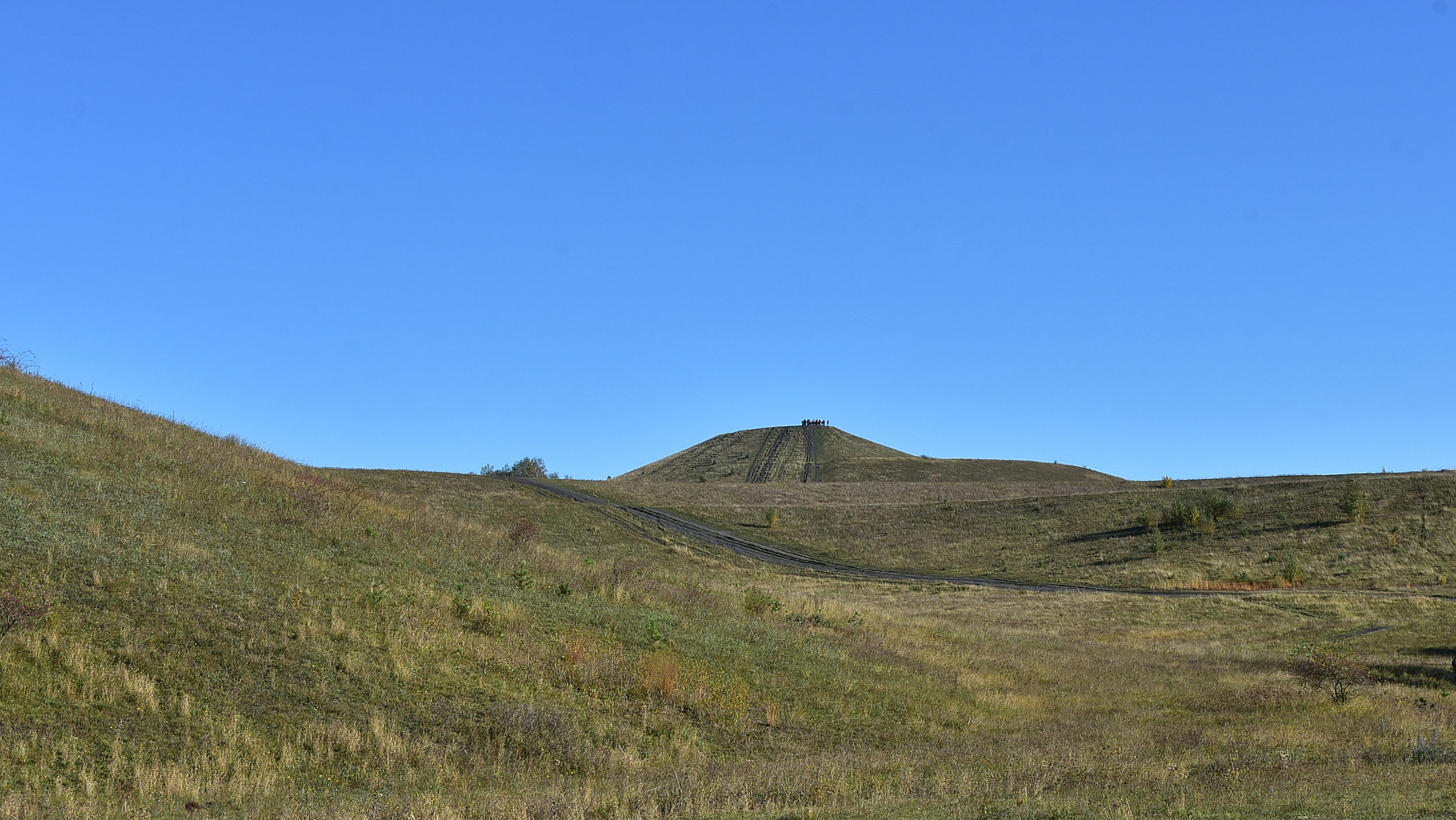
L'ancien terril de Waterschei, devenu une réserve naturelle

Waterschei, du fait de sa situation géographique, au nord du centre de Genk dispose de qualités qui ont permis de développer le tourisme. 
L'ancien terril a été aménagé en réserve naturelle, propice aux promenades et à la découverte de la nature. En 1999, il a été classé comme « paysage protégé ».
L'ancienne petite gare ferroviaire de Waterschei, qui se trouvait juste à côté du site minier, a été rénovée et est un arrêt sur une ligne touristique d'un chenillard à vapeur qui relie As à Eisden. Lors de chaque rencontre à domicile du K. RC Genk, un train transporte des supporters depuis As et Eisden.

## Sources et liens externes
- Site officiel de la ville de Genk (en néerlandais)